# Tadeusz Nawrocki

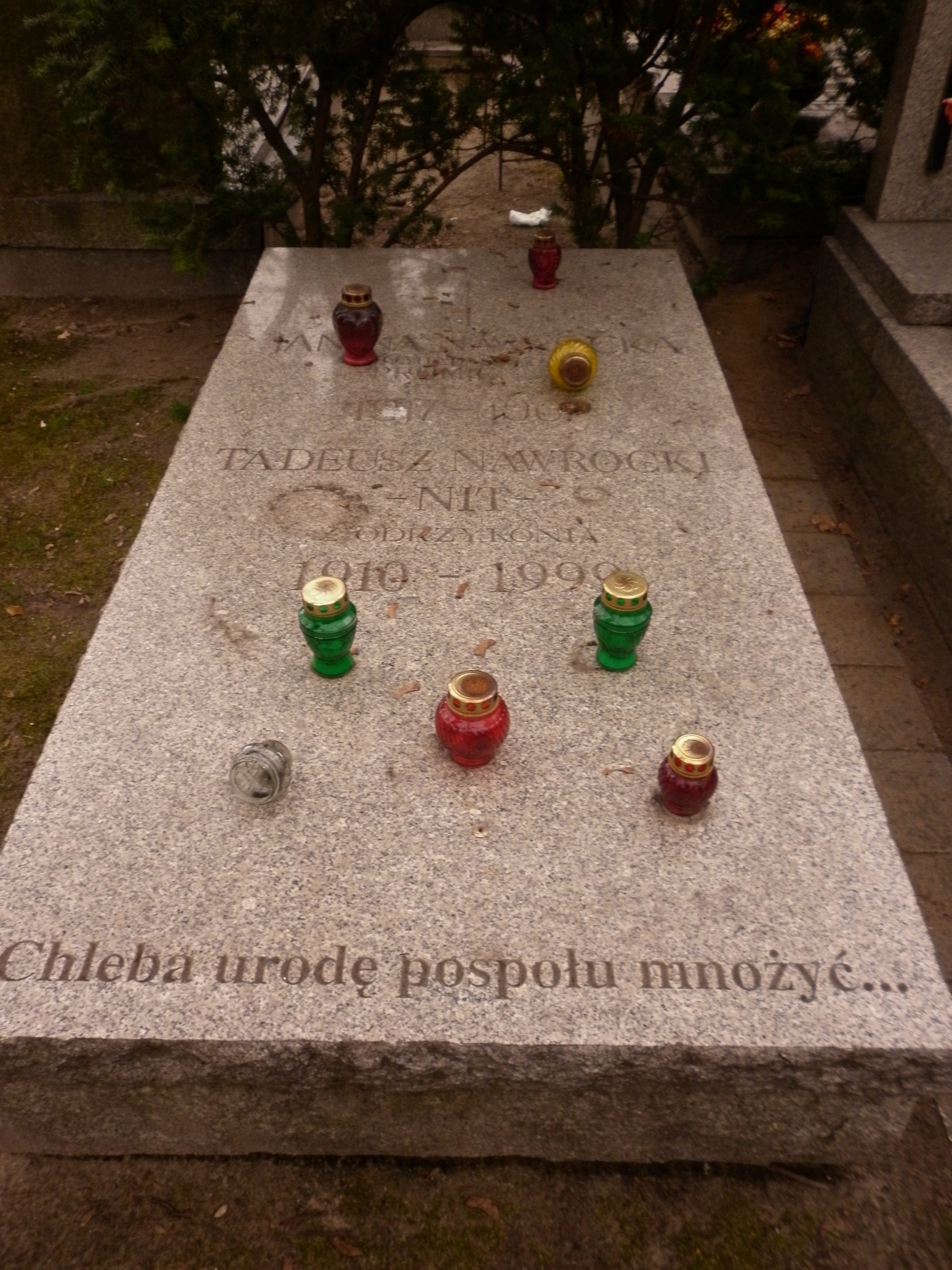
Grób Tadeusza Nawrockiego na Cmentarzu Wojskowym na Powązkach

Tadeusz Nawrocki (ur. 7 lipca 1910 w Odrzykoniu, zm. 8 stycznia 1999 w Warszawie) – polski działacz społeczny, nauczyciel historii, poseł na Sejm Ustawodawczy, działacz ruchu ludowego oraz opozycji antykomunistycznej w okresie PRL.

## Życiorys
Urodził się w rodzinie chłopskiej. W 1929 zdał maturę w Krośnie. Następnie uzyskał tytuł magistra historii na Wydziale Filozoficzno-Teologicznym Uniwersytetu Jagiellońskiego w Krakowie, po czym pracował jako nauczyciel. W latach 1936–1938 pracował jako nauczyciel historii w gimnazjum w Strzyżowie, a następnie na Wiejskim Uniwersytecie Orkanowym w Szycach i w Szkole Spółdzielczej w Nałęczowie.
W czasie II wojny światowej w czasie okupacji niemieckiej uczestniczył w ruchu oporu w Batalionach Chłopskich. Należał też do Stronnictwa Ludowego „Roch”. Pełnił w tej organizacji funkcję przewodniczącego Komitetu Oświaty i Propagandy Obwodu Krosno. Po 1945 został kierownikiem Działu Oświaty dla Dorosłych, następnie był wizytatorem ministerialnym oraz naczelnikiem Wydziału Uniwersytetów Ludowych, Powszechnych i Szkół Pracy Społecznej w Warszawie. Działał w Związku Harcerstwa Polskiego.
Po wojnie był politykiem SL, a następnie Zjednoczonego Stronnictwa Ludowego. 20 marca 1950 objął mandat posła na Sejm Ustawodawczy w miejsce ks. Mariana Borowca, reprezentując okręg Gorlice (Sejm ten funkcjonował do 1952). Od 1956 do 1972 był dyrektorem Korespondencyjnego Liceum Ogólnokształcącego w Warszawie. Należał do Stowarzyszenia Miłośników Ziemi Krośnieńskiej. W 1972 był jednym z twórców Stowarzyszenia Odrzykoniaków, którego był honorowym przewodniczącym.
Za przychylność wobec opozycji został odsunięty od ogólnopolskiej polityki. W 1977 wykluczono go z ZSL za zainicjowanie krytykującego rządowy projekt ustawy o emeryturach rolniczych „Memoriału Seniorów Ruchu Ludowego”, który został opublikowany w prasie podziemnej i Radiu Wolna Europa. Należał następnie do Ruchu Obrony Praw Człowieka i Obywatela. Współtworzył Klub Rodzinnej Gospodarki Rolnej „Jutro Polski” i Stowarzyszenie Społecznego Rozwoju „Trzecia Droga”. W latach 90. był związany z partią Przymierze Samoobrona i Związkiem Zawodowym Rolnictwa „Samoobrona”. Przed wyborami parlamentarnymi w 1993 był współzałożycielem komitetu wyborczego Samoobrona – Leppera.
Zmarł 8 stycznia 1999 w Warszawie. Jest pochowany na Wojskowym Cmentarzu na Powązkach w Warszawie (kwatera A15-1-22).

## Publikacje
- Pamiętnik polityczny Pawła Nawrockiego z Odrzykonia znakiem tożsamości wsi galicyjskiej na przełomie XIX i XX wieku (1994),
- Racławicki sztandar chłopów Odrzykonia 1894 (1995),
- Trzylatkowi Jasiowi o dziadku Tadku osiemdziesięciopięciolatku wspominają dokumentem (1995),
- Odrzykońskie okruszyny polskiego ruchu ludowego – w jego stulecie (1995),
- Ksiądz pułkownik Józef Panaś 1887–1940, „Zeszyty Odrzykońskie” (2001).